# Абидинов, Магомед Магомедбасарович
Магомед Магомедбасарович Абидинов (3 февраля 1989, с. Губден, Карабудахкентский район, Дагестанская АССР, РСФСР, СССР) — российский футболист, защитник.

## Карьера
Воспитанник РСДЮШОР-2 Махачкалы. В 2010 году попал в молодёжную команду «Анжи». За основную команду дебютировал 14 июля того же года в выездном матче 1/32 финала Кубка России против клуба «Псков-747», выйдя в стартовом составе, однако после перерыва его сменил Анвар Ибрагимгаджиев. В 2011 году перешёл в каспийский «Дагдизель», за который выступал на протяжении 3 сезонов. Далее с рядом бывших игроков «Дагдизеля» выступал в составе клуба «Машук-КМВ». Летом 2017 года перешёл в «Спартак-Нальчик», однако в декабре покинул клуб. Сезон доигрывал в махачкалинском клубе «Легион Динамо». Сезон 2018/19 начал в «Легионе Динамо» проведя 25 июля матч за клуб, однако 5 августа перебрался в «Арарат». 11 августа в выездном матче 2-го тура чемпионата Армении против клуба «Арарат-Армения» дебютировал за «Арарат», проведя полный матч. В 2021 году играл за любительский клуб «Пионер» из станицы Ленинградская в чемпионате Краснодарского края.